# Oktiabrskij (rejon krasnoarmiejski, Kraj Krasnodarski)
Oktiabrskij (ros. Октябрьский) – osiedle w Rosji, w Kraju Krasnodarskim, w rejonie krasnoarmiejskim. W 2010 liczyło 2594 mieszkańców.